# Estadio Meteor
El estadio Meteor es un estadio de fútbol en la ciudad de Dnipró, Ucrania. Fue inaugurado en 1966 y tiene una capacidad para 24 381 espectadores sentados, siendo en el que disputa sus partidos el FC Dnipro-75. El estadio fue remodelado en 2001.